# Егорий (Ивановский район)
Егорий — село в Ивановском районе Ивановской области России, входит в состав Балохонковского сельского поселения.

## География
Село расположено на берегу Уводьского водохранилища реки Уводь в 7 км на восток от центра поселения деревни Балахонки и в 17 км на северо-запад от Иванова.

## История
Каменная церковь с колокольней и оградой в селе была построена в 1814 году вместо бывшей ветхой деревянной. На строительство вложили средства генерал-лейтенант Егор Иванович Властов, живший в то время в сельце Княжеве, Платон Иванович Шишелов, помещик сельца Поповского и дворянка Дарья Дормедонтовна Коблукова. Престолов в церкви было три: в холодной — в честь Святого Великомученика Георгия Победоносца и в теплых приделах: во имя Святителя и Чудотворца Николая и во имя Святой Великомученицы Екатерины. В 1876 году в селе было открыто земское народное училище, помещавшееся в собственном здании, построенном попечителем училища купцом города Иваново-Вознесенска Н.И. Гарелиным. 
В конце XIX — начале XX века село входило в состав Авдотьинской волости Шуйского уезда Владимирской губернии. В 1859 году в селе числилось 6 дворов, в 1905 году — 7 дворов.

## Население
| 1859 | 1905 | 2010 |
| ---- | ---- | ---- |
| 73   | ↘21  | ↘12  |

## Достопримечательности
В селе расположена недействующая Церковь Георгия Победоносца.
На севере от села на берегу реки расположен геоглиф - высажены деревья в форме букв СССР 50. Вероятно, надпись приурочена к 50-летию СССР  и сделана около 1972 года Большинство сохранившихся таких же надписей созданы около 1970 года в связи со столетним юбилеем рождения Ленина, который отмечался в СССР на всесоюзном уровне.